# Badminton-Bundesliga 1995/96
Die Badminton-Bundesligasaison 1995/96 bestand aus einer Vorrunde im Modus „Jeder-gegen-jeden“ mit Hin- und Rückspiel und einer Play-Off- bzw. Play-down-Runde. In der Play-off-Runde traten der 1. und der 4. sowie der 2. und der 3. gegeneinander an. Die Sieger der beiden Partien ermittelten den deutschen Meister. Meister wurde der SSV Heiligenwald, der den OSC Düsseldorf in den Finalspielen bezwang. Absteigen musste der OSC Düsseldorf, der sich aus wirtschaftlichen Gründen aus der Bundesliga zurückzog. Da die Liga im Folgejahr von acht auf zehn Mannschaften aufgestockt wurde und sich der VfB Friedrichshafen in der Relegation behaupten konnte, verblieb der VfB als Tabellenletzter in der Liga.

## Vorrunde

### Endstand
| Platz | Verein                      | Spiele | Spielpunkte | Punkte |
| ----- | --------------------------- | ------ | ----------- | ------ |
| 1.    | FC Langenfeld               | 14     | 66:46       | 21:07  |
| 2.    | SC Bayer 05 Uerdingen       | 14     | 67:45       | 20:08  |
| 3.    | OSC Düsseldorf              | 14     | 69:43       | 19:09  |
| 4.    | SSV Heiligenwald            | 14     | 64:48       | 19:09  |
| 5.    | TuS Wiebelskirchen          | 14     | 57:55       | 12:16  |
| 6.    | SV Fortuna Regensburg       | 14     | 49:63       | 11:17  |
| 7.    | BC Eintracht Südring Berlin | 14     | 45:67       | 09:19  |
| 8.    | VfB Friedrichshafen (N)     | 14     | 31:81       | 01:27  |

## Play-offs
| Halbfinale |              |   |              |     |
| 1. Spiel:  | Uerdingen    | - | Düsseldorf   | 4:4 |
| 2. Spiel:  | Düsseldorf   | - | Uerdingen    | 4:4 |
| 3. Spiel:  | Uerdingen    | - | Düsseldorf   | 3:5 |
| 1. Spiel:  | Langenfeld   | - | Heiligenwald | 3:5 |
| 2. Spiel:  | Heiligenwald | - | Langenfeld   | 5:3 |
| Finale     |              |   |              |     |
| 1. Spiel:  | Düsseldorf   | - | Heiligenwald | 5:3 |
| 2. Spiel:  | Heiligenwald | - | Düsseldorf   | 5:3 |
| 3. Spiel:  | Düsseldorf   | - | Heiligenwald | 3:5 |

## Endstand
- 1. SSV Heiligenwald
(Hermawan Susanto, Martin Lundgaard Hansen, Martin Kranitz, Thomas Berger, Dirk Wagner, Erica van den Heuvel, Michael Keck, Björn Decker, Darren Hall, Nicole Grether, Viola Rathgeber, Sandra Mann)
- 2. OSC Düsseldorf
(Hu Zhilang, Xie Yangchun, Stephan Kuhl, Franz-Josef Müller, Li Ang, Dong Jiong, Lin Liwen, Patrick Günther, Nicole Baldewein, Kerstin Ubben, Tanja Münch)
- 3. FC Langenfeld
(Dharma Gunawi, Christian Mohr, Oliver Pongratz, Mike Joppien, Wang Xu Yang, Markus Ewald, Robert Neumann, Karen Stechmann, Heidi Dössing, Nicole Krause)
- 3. SC Bayer 05 Uerdingen
(Volker Renzelmann, Detlef Poste, Chris Bruil, Kai Mitteldorf, Simon Archer, Volker Eiber, Eline Coene, Sandra Beißel, Christine Skropke)